# Metal Gear 2: Solid Snake (ścieżka dźwiękowa)
Metal Gear 2: Solid Snake – oficjalna ścieżka dźwiękowa do gry Metal Gear 2: Solid Snake wyprodukowanej przez Konami. Muzyka została skomponowana przez Konami Kukeiha Club i została wydana na płycie 5 kwietnia 1991.

## Lista utworów
1. "Theme of Solid Snake" – 3:17
2. "Zanzibar Breeze" – 3:06
3. "A Notice" – 0:12
4. "First Instruction" – 0:54
5. "Frequency 140.85" – 2:50
6. "Level 3 Warning" – 1:14
7. "Return to Dust" – 2:47
8. "Killers" – 1:37
9. "Tears" – 3:15
10. "The Front Line" – 2:08
11. "Chasing the Green Beret" – 0:27
12. "Shallow" – 0:53
13. "Battle Against Time" – 1:15
14. "Advance Immediately" – 2:07
15. "Mechanic" – 1:10
16. "Imminent" – 1:50
17. "Night Fall" – 1:40
18. "Level 1 Warning" – 2:17
19. "An Advance" – 1:39
20. "Reprieve of the Doctor" – 1:28
21. "Natasha's Death" – 2:21
22. "Zanzibarland National Anthem" – 0:16
23. "Swing, Swing ~ "A" Jam Blues" – 1:31
24. "Zanzibarland National Anthem Part 2" – 0:16
25. "Under the Cloud of Darkness" – 1:26
26. "Fight Into Enemy Territory" – 0:50
27. "Infiltration" – 1:31
28. "In Security" – 1:15
29. "Wavelet" – 2:22
30. "Big Boss" – 1:02
31. "Spiral" – 1:32
32. "Escape" – 1:57
33. "Return" – 2:19
34. "Red Sun" – 3:11
35. "Farewell" – 1:51
36. "After Image" – 0:07
37. "Disposable Life" – 0:1